# شرکت ملی پخش فرآورده‌های نفتی ایران
شرکت ملی پخش فرآورده‌های نفتی ایران شرکت دولتی پایین‌دستی نفتی ایرانی است، که در زمینه توزیع فرآورده‌های نفتی (بنزین، CNG، گازوئیل و سوخت هواپیما) در داخل کشور و مدیریت جایگاه‌های سوخت، فعالیت می‌کند. این شرکت به عنوان زیرمجموعه‌ای از شرکت ملی پالایش و پخش فرآورده‌های نفتی ایران، مالک شبکه‌ای از ۳٫۷۴۲ جایگاه پمپ بنزین، ۲٫۳۱۲ جایگاه سی‌ان‌جی و ۵۰ مرکز سوخت‌گیری هواپیما می‌باشد.

## تاریخچه
پس از ملی شدن صنعت نفت و تأسیس شرکت ملی نفت ایران، سازمانی با وظایف توزیع و پخش فرآورده‌های نفتی، تحت عنوان اداره پخش و خطوط‌لوله در شرکت ملی نفت ایران شکل گرفت، که در طول سال‌های بعد، با عناوینی چون؛ امور پخش و فروش داخلی و نیز امور پخش و فروش محلی، در تهران فعالیت داشت. در سال ۱۳۶۶ سازمان پخش فراورده‌های نفتی از شرکت ملی نفت جدا شد و به عنوان یک شرکت سهامی خاص، متعلق به شرکت ملی نفت ایران و تحت نام؛ شرکت ملی پخش فرآورده‌های نفتی ایران تأسیس گردید. 
در سال ۱۳۷۰ در پی تجدید ساختار شرکت‌های تابعه وزارت نفت شرکت ملی پالایش و پخش فرآورده‌های نفتی ایران تأسیس شد و بر اساس اصل جداسازی فعالیت‌های شرکت‌های بخش بالادستی از پایین‌دستی مالکیت شرکت ملی پخش فرآورده‌های نفتی، به شرکت ملی پالایش و پخش واگذار گردید و هم‌اکنون این شرکت همچنان به عنوان زیرمجموعه‌ای از شرکت پالایش و پخش فعالیت می‌کند.